# Соболев, Леонид Николаевич
Леонид Николаевич Соболев (9 июня 1844, Торопецкий уезд — 13 октября 1913, Торопецкий уезд) — русский генерал от инфантерии (1903), участник русско-турецкой войны 1877—1878 годов, премьер-министр Болгарии.

## Биография
Леонид Соболев родился в 1844 году в сельце Карцево Мещовского уезда Калужской губернии. Его отец, подполковник Николай Григорьевич Соболев, был участником Русско-турецкой войны 1829 года, получил Георгий за взятие Варны, а дед был сподвижником Суворова при взятии Очакова. Леонид Николаевич учился в 1-м Кадетском корпусе и Михайловском артиллерийском училище, из последнего 23 мая 1864 года выпущен в 7-ю конно-артиллерийскую бригаду; в 1868 году окончил курс в Николаевской академии Генерального штаба и был прикомандирован к штабу войск Сыр-Дарьинской области в Туркестане, в 1871 году за отличие в Шахрисябзской экспедиции произведён в подполковники. Во время пребывания в Туркестане им было написано исследование о Зарафшанском округе Сыр-Дарьинской области. Этот труд был отмечен Императорским Русским географическим обществом.
В 1877—1878 годах находился в действующей армии на Балканском полуострове, состоял в распоряжении генерал-адъютанта Ф. Ф. Радецкого, участвовал в сражениях под Плевной, под Шипкой, 31 января 1878 году был удостоен ордена Святого Георгия 4-й степени:
В воздаяние за отличное мужество и храбрость, оказанные при переходе наших войск чрез Балканы, от Травны на Сельцы, 25 Декабря 1877 года.
За турецкую кампанию также был награждён золотой саблей с надписью «За храбрость» (1877 г.) и орденами св. Анны 2-й степени с мечами (1878 г.) и св. Владимира 3-й степени с мечами (1879). В 1882 году получил орден Святого Станислава 1-й степени.

30 августа 1880 года произведён в генерал-майоры. В 1882 году болгарский князь Александр Баттенберг обратился к русскому правительству с просьбой о поддержке его посредством назначения на высшие должности в Болгарии нескольких русских военных, так как его положение в стране было сильно потрясено произведённым им государственным переворотом 1881 года. Просьба была исполнена: министром-президентом и министром внутренних дел был назначен генерал Соболев, военным министром — барон А. В. Каульбарс, министром общественных работ — князь М. И. Хилков. Остальные портфели Соболев распределил между болгарами консервативной партии, по указанию князя: Влковичем (которого потом заменил Стоилов), Начевичем, Грековым, Агура и другими. Все это были деятели государственного переворота 1881 года, и сначала казалось, что политика Соболева будет продолжением политики его русского предшественника, совершившего этот переворот, генерала Эрнрота. Действительно, Соболев подписал составленный консервативной партией новый закон о выборах, отменявший всеобщее голосование, и допустил давление на выборах, произведенных осенью 1882 года на основании этого закона. Впоследствии в своих мемуарах он так говорил об этом событии: «Меня умоляли подписать (избирательный) закон; требовалась подпись русского генерала. Я его подписал, ибо он еще сам по себе при честном его применении не мог нанести большого ущерба народу. В законе были и хорошие стороны. Но я заявил, что буду требовать соблюдения закона. Однако при выборах осенью 1882 года я был не в силах исполнить своего обещания — и в этом я вижу самый крупный промах, сделанный мной в Болгарии». Очень скоро обнаружилось, что Соболев не желает играть на руку консерваторам; чуждый политическим партиям Болгарии и мало знакомый с болгарскими условиями, но вместе с тем твердо решившийся действовать самостоятельно, на основании собственных убеждений, он добросовестно стремился изучить настроение различных групп в стране, допустил весьма значительную свободу печати; возвратил из ссылки Драгана Цанкова и сблизился со многими членами его партии. Стоилов и другие министры были этим крайне недовольны. Столкновения их с Соболевым происходили по вопросу о бюджете, так как министры чрезвычайно щедро расходовали народные средства, а Соболев искренно стремился к экономии. Он хотел, чтобы правительство оставило за собой постройку железных дорог, тогда как болгарские министры настаивали на концессиях, чрезвычайно убыточных для страны, Соболев настаивал на сохранении жандармерии, которую, как подчиненную военному министру, то есть Каульбарсу, Стоилов и его друзья хотели уничтожить. По вопросам о бюджете и железных дорогах князь был на стороне своих консервативных министров, но по вопросу о жандармерии он действовал в согласии с Соболевым. Отставка кабинета сделалась неизбежной. 3 марта 1883 года Соболев сформировал новый кабинет, в который, кроме Каульбарса и Хилкова, вошло несколько умеренно-либеральных болгар: Кириак Цанков (племянник Драгана Цанкова), Бурмов, Агура и др. 

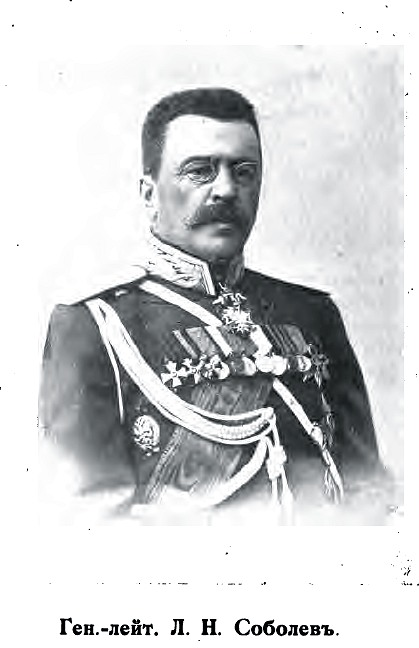

К этому времени у Соболева сложилось вполне определённое убеждение, что государственный переворот 1881 года был произведён князем Александром и группой Стоилова исключительно в своекорыстных интересах, что генерал Эрнрот, содействовавший этому перевороту, совершил ошибку и что восстановление Тырновской конституции и законного порядка вообще было бы в интересах как Болгарии, так и России. Этому убеждению соответствовала и политика Соболева. Она обострила его отношения с князем. В мае 1883 года князь Александр, в Москве, куда он приехал на торжество коронации, просил русское правительство об отозвании Соболева и Каульбарса, но получил категорический отказ. Соболев также прибыл в Москву и имел встречу с императором. 6 сентября 1883 года князь особым манифестом восстановил Тырновскую конституцию; в тот же день Соболев и Каульбарс, считая свою миссию оконченной или видя невозможность управлять страной совместно с князем Александром, подали в отставку, которая и была принята. Соболев вернулся в Россию и состоял командиром 1-й бригады 37-й пехотной дивизии (27.10.1883—17.2.1891), начальником штаба Виленского военного округа (17.2.1891—14.3.1895), начальником штаба Московского военного округа (14.3.1895—1.6.1904).
В начале русско-японской войны генерал от инфантерии (с 6 декабря 1903 года) Соболев был назначен командиром 6-го Сибирского армейского корпуса (1.6.1904 — май 1906) и участвовал в боях при Шахэ и Мукдене. После отступления в Телин он исполнял должность командующего 2-й Маньчжурской армии. За Маньчжурскую кампанию он был награждён золотой саблей, украшенной бриллиантами, а также мечами и алмазными знаками к ордену Святого Александра Невского. По возвращении с войны вышел в отставку. Вступил в жёсткую полемику с генералом А. Н. Куропаткиным, обвинявшим в неудачах окружавших его генералов. Его объёмистый труд «Куропаткин и генералы» стал своего рода ответом на докладную записку Куропаткина о войне. Книга Соболева вышла после несостоявшейся (за неполучением разрешения) дуэли между двумя генералами.
В 1886 году Соболев опубликовал в «Русской старине» очень интересные материалы: «К новейшей истории Болгарии». Эти материалы вызвали напечатанную тоже в «Русской Старине» 1886 году переписку между генералами Эрнротом и Соболевым. Из многочисленных печатных трудов Соболева укажем: «Географические и статистические сведении о Зеравшанском округе» (СПб., 1874); «Страница из истории восточного вопроса. Англо-Афганская распря» (4 т., СПб., 1880—85); «Материалы по изучению Болгарии» (под ред. Соболева, 4 вып., Бухарест, 1877); а также роман «Государственные преступники» (под псевдонимом Р. Скиф), в котором изобразил революционные потрясения 1905—1906 годов. Последними его печатными трудами были брошюры «Поход русских в Индию» и «Раздел России», написанную в ответ известному венгерскому магнату и другу австрийского наследника престола Николаю Семере, предложившему накануне 1-й Балканской войны совместный австро-турецкий поход против России. Почти всю жизнь Соболев вел дневник, отрывки из которого были опубликованы до революции 1917 года в «Русской старине» и «Историческом вестнике».
Леонид Николаевич Соболев скончался 13 октября 1913 года в селе Знаменском Торопецкого уезда Псковской губернии. Причина смерти — кровоизлияние в мозг.
Похоронен на Новодевичьем кладбище в Санкт-Петербурге.

### Семья
Был женат на Марии Николаевне Щегловой, дочери Николая Ивановича Щеглова (ум. 1904) и Аллы Андреевны.
Дети:
- Анна (в замужестве Толмачева);
- Вера (замужем за Львом Львовичем Волковым);
- Кирилл (11.5.1888 — 5.02.1934, Пекин, Китай); выпускник Пажеского корпус (1908), участник Первой мировой войны; начальник штаба 8-й Камской стрелковой Адмирала Колчака дивизии (1918—1920), полковник (1920), участник боёв под Уфой и Челябинском, Сибирского Ледяного похода; начальник штаба 1-го стрелкового корпуса в составе Войск Российской Восточной Окраины (1920), генерал-майор (1921); с атаманом Г. М. Семёновым выехал в Шанхай, жил в Пекине и Харбине[5].

## Избранные труды
- Соболев Л. Н. Англо-Афганская распря : (Очерк войны 1879—1880 гг.) : [Страница из истории восточного вопроса] : Вып. 1-8. — СПб. : тип. д-ра М. А. Хана, 1880—1885. — 6 т.
- Соболев Л. Н. Возможен ли поход русских в Индию? — М.: тип. Окр. штаба, 1901. — 27 с. — (статья, помещенная в 1888 г. в «Рус. старине»)
- Соболев Л. Н. Географические и статистические сведения о Зеравшанском округе с приложением списка населенных мест округа. — СПб. : тип. Имп. Акад. наук, 1874. — 561+7 с. — (Из т. 4 «Зап. Отд-ния статистики Рус. геогр. о-ва»)
- Соболев Л. Н. Государственные преступники : Роман / Р. Скиф. — СПб. : типо-лит. т-ва «Свет», 1908. — 2+344 с. — (Авт. установлен по изд.: Масанов И. Ф. Словарь псевдонимов. — М., 1958. — Т. 3. — С. 116)
- Соболев Л. Н. Железные дороги в России и участие земства в их постройке. — СПб.: тип. Ю.Штауфа, 1868. — 23 с.
- Соболев Л. Н. Индия : исторический очерк / [сост. Л.Н.С.]. — [СПб.] : в тип. В. Безобразова и Комп., 1887. — [71] с. — (Отт. из «Энциклопедии военных и морских наук» т. 3, вып. 3. — 1888. — С. 324—355)
- Соболев Л. Н. К новейшей истории Болгарии: материалы о внутренней политике 1881—1883 гг. // Русская старина. — 1886. — № сентябрь. — С. 704—752 (страницы файла = 223—271).
- Соболев Л. Н. Куропаткинская стратегия : Крат. заметки бывш. командира 6 Сиб. армейск. корп. — СПб.: Рус. скоропеч., 1910. — 12+477 с., 5 л. карт.
- Соболев Л. Н. Последний бой за Шипку : По поводу воспоминаний В. В. Верещагина : Очерк : 1877—1878. — [СПб., 1889]. — [2], 413—450 с. — (Из «Рус. старины» изд. 1889 г., т. 62. май)
- Соболев Л. Н. Раздел России. — СПб.: тип. А. С. Суворина, 1911. — 16 с.
- Соболев Л. Н. Россия и Англия на Дальнем Востоке : Ист. справка ко дню открытия Касп.-Самарканд. ж. д. 15 мая 1888 г. — [СПб.] : тип. В. С. Балашева, 1888. — 20 с. — (Отт. из историч. журн. «Рус. старина», изд. 1888 г.)
- Соболев Л. Н. Тимур (Тамерлан) : [биографический очерк / Л.Н.С.]. — [СПб.] : Тип. В. Безобразова и К°, 1895. — 8 с. — (Отт. из «Энциклопедии военных и морских наук», т. 7. — 1895. — С. 483—490)
- Соболев Л. Н. Чингис-хан : [биографический очерк / Л.Н.С. — СПб.] : Тип. В. Безобразова и К°, 1896. — 18 с. — (Отт. из «Энциклопедии военных и морских наук», т. 8, вып. 2. — 1897. — С. 305—310)
- Соболев Л. Н., Гродеков Н. И. Стратегический обзор Хивинского ханства : Изд. на правах рукописи. — Ташкент : тип. арендуемая Ф. В. Базилевским, 1882. — 2+83 с. — (Матер. для описания Хивинского похода 1873 года, сост. под ред. Ген. штаба генерал-лейтенанта В. Н. Троцкого)

## Награды
- Орден Святого Станислава 3-й степени (1866)
- Орден Святой Анны 3-й степени (1870)
- Орден Святого Владимира 4-й степени (1872)
- Золотое оружие с надписью «За храбрость» (1877)
- Орден Святой Анны 2-й степени с мечами (1877)
- малая золотая медаль Императорского русского географического общества — за труд «Географические и статистические сведения о Заревшанском округе, с приложением списка населенных мест округа» (1873)
- Орден Святого Георгия 4-й степени (31.01.1878)
- Орден Святого Владимира 3-й степени с мечами (1878)
- Орден Святого Станислава 1-й степени (1882)
- Орден Святой Анны 1-й степени (1886)
- Орден Святого Владимира 2-й степени (1889)
- Высочайшее благоволение (1892)
- Орден Белого орла (14.05.1896)
- Высочайшая благодарность (1898, 1900, 1902; за смотр войск под Курском — 1902; 1903, 1904, 1904)
- аренда на 6 лет по 1500 руб. в год (1900)
- Орден Святого Александра Невского (06.12.1902)
- Мечи и бриллиантовые знаки к ордену Святого Александра Невского (10.04.1905)
- Золотое оружие, украшенное бриллиантами (1906)

Иностранные:
- Сербский орден Такова 1-й степени (1883)
- Бухарский орден Золотой Звезды 1-й степени (1896)
- Персидский орден Льва и Солнца 1-й степени (1898)
- Болгарский орден «Святой Александр» 1-й степени (1899)